# SENS Foods

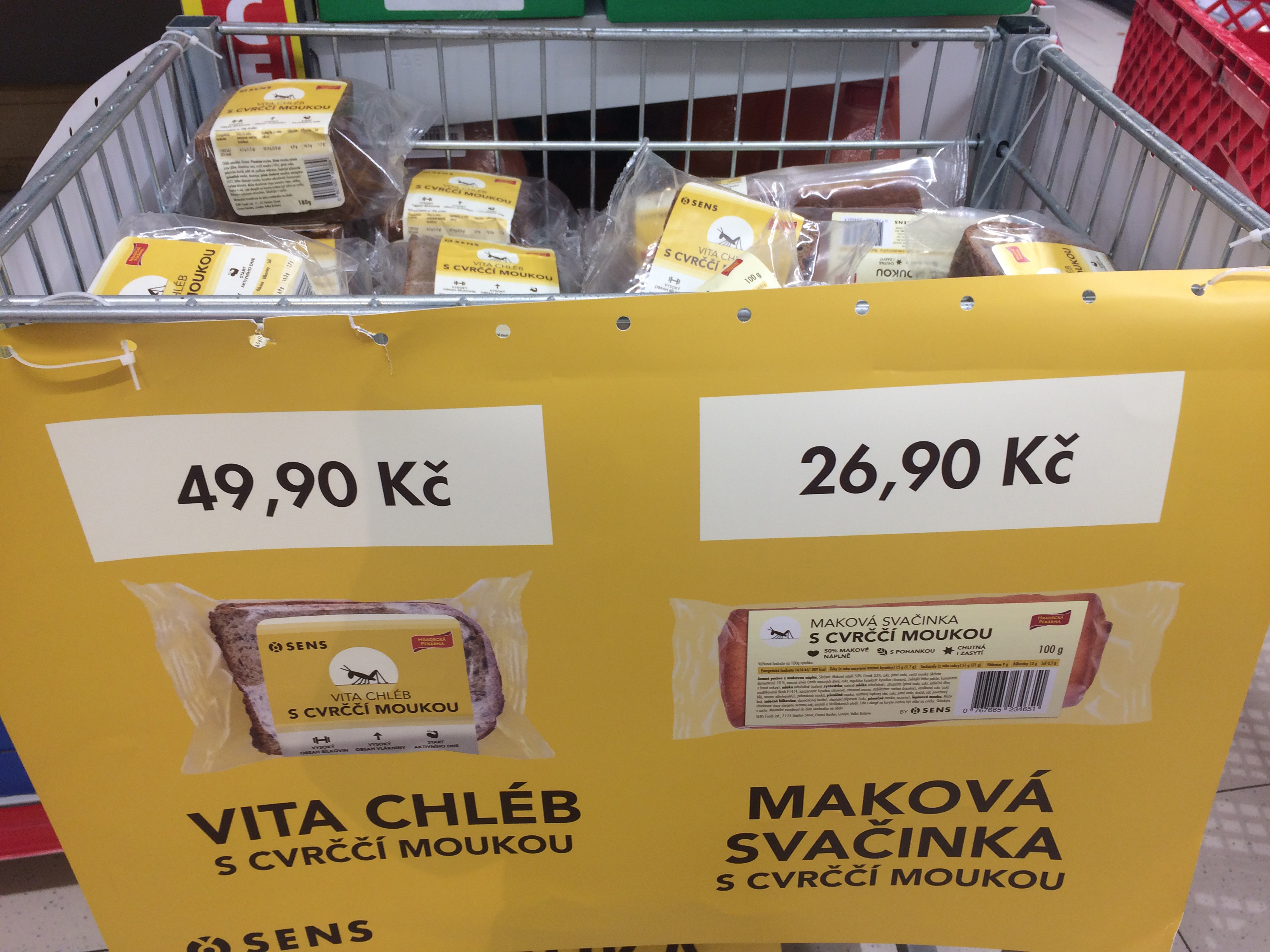
Pečivo s cvrččí moukou firmy SENS v pražském Penny Marketu

SENS Foods je český startup, který nabízí cvrččí mouku jako levný zdroj proteinů. Chce ukázat výživové, ekonomické a etické výhody konzumace hmyzu a plánuje v Thajsku otevřít největší cvrččí farmu na světě. Finanční podporu poskytuje startupový inkubátor UP21. Od května 2018 začal jako první obchodní řetězec prodávat chleba z cvrččí mouky Penny Market. Firma má ústředí v Praze a pobočku v Londýně.